# Xavier Schloegel
Xavier Schlögel (14 de juliol de 1854, Brillonville, - 23 de març de 1889, Ciney) fou un compositor belga.
Deixeble de Ledent al Conservatori de Lieja, en poc temps adquirí una justa notorietat com a inspirat compositor. Tot i morir molt jove deixà escrits una interessant col·lecció de cants bretons, una missa solemne, per a cor, orgue i orquestra, una missa, un quartet per a instruments d'arc, un trio i diverses composicions per a orquestra.